# Natasa Stojkovic
Natasa Stojkovic, född 17 oktober 1972, är en svensk fackföreningsledare, som sedan 2025 är förbundsordförande för Livsmedelsarbetareförbundet (Livs).
Hon har en bakgrund som klubbordförande på Vin & Sprits anläggning i Årsta; lokalombudsman för region Öst och senare skede central ombudsman.
Stojkovic har bott i Sverige sedan hon var 20 år.